# قرخلار
قرخلار هي قرية في مقاطعة مرند، إيران. عدد سكان هذه القرية هو 44 في سنة 2006.